# Białe (powiat świecki)
Białe (niem. Gellen) – wieś w Polsce położona w województwie kujawsko-pomorskim, w powiecie świeckim, w gminie Jeżewo.
W latach 1975–1998 miejscowość administracyjnie należała do województwa bydgoskiego. Według Narodowego Spisu Powszechnego (III 2011 r.) liczyła 134 mieszkańców. Jest dwunastą co do wielkości miejscowością gminy Jeżewo.

## Historia
Białe to stara kociewska wieś. Pierwsza historyczna nazwa pochodzi z 1198 r. i została zapisana jako Beale. Następnie to: Bale (1243 r.), Bala (1340 r.), Bialiei (1570 r.), Białe (1583 r.), Biała (1682 r.), niem. Gellen.
Z wszystkich zapisów, od najdawniejszych wynika, że nazwa wsi miała zawsze w zasadzie tę samą formę i jest to nazwa topograficzna, pochodzi od nazwy pobliskiego jeziora Białe, dziś Jeziora Bielskiego lub od charakterystycznych cech podłoża terenu. Dzieje wsi sięgają odległych czasów. W XIX wieku w okolicach Białego znaleziono kamienne narzędzia służące do składania ofiar. Można więc przypuszczać, iż w czasach przedchrześcijańskich okolice Jeziora Bielskiego były „świętym miejscem”. Pierwsza wzmianka historyczna o wsi pochodzi z 1198 r. i podaje, że książę pomorski Grzymisław nadał sprowadzonemu przez siebie zakonowi rycerskiemu joannitów niezbędne dla jego egzystencji uposażenie, między innymi dziesięciny z książęcej wsi Białe. Być może pod koniec XIII wieku wieś przeszła w ręce rycerskie. W 1302 r. źródła odnotowały fakt przynależności wsi do rycerza imieniem Stefan. W czasach krzyżackich (lata 1309–1466) wieś należała do Zakonu. W 1570 r. właścicielem Białego był ród Czapskich. Następnie, prawie do końca XVII wieku wieś posiadały różne rody, by w 1694 r. stała się własnością Kospot-Pawłowskich. W rękach Pawłowskich wieś była do 1812 r.. Dalsze zmiany właścicieli Białego łączyły się ze wsią Taszewo (obie wsie miały wspólnego właściciela).
Pierwsze informacje o obszarze wsi pochodzą z lat 1402–1409 i podają, że wieś miała 29 łanów (ok. 493 ha), w 1772 r. – 30 łanów (ok. 510 ha), w 1921 r. areał wsi liczył 524 ha.
Białe było znacznym skupiskiem ludzkim. W 1676 r. we wsi było 35 mieszkańców, w 1772 r. – 117, w 1921 r. – 178 mieszkańców. Warto odnotować to, iż we wsi w 1766 r. źródła wspominały o istnieniu ewangelickiej szkoły.